# Ed Stoppard
Pour les articles homonymes, voir Stoppard.
Ed Stoppard est un acteur britannique né à Londres le 16 septembre 1974.
En 2012, il interprète Adrien Deume dans Belle du Seigneur, d'après le roman d'Albert Cohen.
Il joue également dans Le Pianiste de Roman Polanski, dans le rôle d'Henryk, le frère un peu provocateur.

## Filmographie
- 1999-2000 : Sydney Fox, l'aventurière, série télévisée
- 2000 : Le Petit Vampire, de Uli Edel
- 2001 : Tessa à la pointe de l'épée, série télévisée
- 2002 : Le Pianiste, de Roman Polanski
- 2002 : Embrassez qui vous voudrez, de Michel Blanc
- 2006 : Rome : grandeur et décadence d'un Empire, série télévisée
- 2006 : Animal, de Roselyne Bosch
- 2007 : Miss Marple (saison 3 épisode 1 - À l'hôtel Bertram) - Malinowski
- 2010 : Maîtres et Valets (deuxième série, 2010-2012), de Jean Marsh et Eileen Atkins
- 2012 : Belle du Seigneur, de Glenio Bonder
- 2015 : Youth (La giovinezza) de Paolo Sorrentino : Julian
- 2015 : The Daughter (Angelica)  de Mitchell Lichtenstein : Joseph Barton
- 2015-2016 : A chacun(e) sa guerre : Will Campbell
- 2016 : Frankenstein Chronicles de Benjamin Ross, série télévisée
- 2017 : The Crown, série télévisée de Peter Morgan et Stephen Daldry (1 épisode)
- 2017 : 1066: A Year to Conquer England, série documentaire de Dan Snow : Guillaume le Conquérant[1],[2]
- 2017 : Breathe d'Andy Serkis
- 2017 - 2019: Knightfall (série télévisée) : le roi de France Philippe IV le Bel
- 2019 : Judy de Rupert Goold : un journaliste
- 2019 : Trackers (série télévisée) : Lucas Becker, agent de la CIA
- 2022 : La Princesse (The Princess) de Le-Van Kiet : le Roi